# 市立五條文化博物館
市立五條文化博物館（しりつごじょうぶんかはくぶつかん）は、奈良県五條市北山町に所在する市立歴史博物館。愛称は『ごじょうばうむ』。五條市域の文化や歴史・民俗・考古学について豊富な展示がある。

## 概要

### 沿革
奈良県南部にある五條市とその周辺地域の歴史的資料を収蔵・公開して「五條文化」を発信する拠点として、1991年（平成3年）から市立歴史資料館建設事業が開始され、1995年（平成7年）4月29日に本館が開館した。また1997年（平成9年）11月には西隣に別館が開館した。

### 建築
博物館は、五條市北部の大阪府との境をなす金剛山地の南麓、標高約300メートルに位置する。「5万人の森公園」に隣接する。本館・別館とも建築家の安藤忠雄による設計で、本館は中央広場のある円筒形の外観から『ごじょうばうむ（独:Baum:木）』と呼ばれる。

## 展示
「五條の歴史と文化」をテーマに常設展示が構成され、各階ごとに下記のテーマ訳がされている。

### 3階:エントランス
1. 奈良時代創建の榮山寺八角堂（国宝）内陣を再現。

### 2階:旧石器時代から中世
1. 五條文化の始まり
2. 古墳時代の五條
3. 都と五條
4. 五條地域の荘園と武士
5. 金石文
6. 仏教美術
7. 五條の万葉

### 1階:近世から現代・民俗
1. 近世の五條
2. 近代への胎動
3. 祭りと行事
4. 陀々堂の鬼はしり
5. 御仮屋

なお、新型コロナウイルス感染予防対策として2020年（令和2年）4月11日から6月2日まで閉館していたが、再開後も各種催し物の見合せなど、一部サービスが制限されている。

## 周辺施設
- 市立5万人の森公園[3]